# Shahmeran (série télévisée)
Pour les articles homonymes, voir Shahmeran.
Shahmaran (en turc : Şahmaran) est une série télévisée romantico-fantastique turque en deux saisons de huit et six épisodes de 44 à 60 minutes, produite et diffusée à partir du 20 janvier 2023 sur Netflix.

## Synopsis
Şahsu arrive à Adana, où elle va pour la première fois voir son grand-père, Davut, qui avait abandonné sa fille, la mère de Şahsu. Elle fait la connaissance de Maran, un voisin de Davut. La famille de Maran souhaite qu'il s'unisse à elle, car tous deux partagent une nature surnaturelle, liée au Shahmeran, créature mi-humaine, mi-serpent.

## Distribution
- Serenay Sarıkaya : Şahsu
- Burak Deniz : Maran
- Mustafa Uğurlu : Davut
- Mahir Günşiray: Ural
- Mert Ramazan Demir : Cihan
- Ebru Özkan : Çavgeş
- Hakan Karahan : Lakmu
- Elif Nur Kerkük : Medine
- Mehmet Bilge Aslan : Salih
- Berfu Halisdemir : Diba
- Nilay Erdönmez : Hare

## Production

### Développement
La plate-forme Netflix souhaite ajouter à son catalogue une nouvelle série télévisée turque.

### Attribution des rôles
On retrouve dans les premiers rôles de la série Serenay Sarıkaya, vue dans Medcezir, et Burak Deniz, vu dans Medcezir ou Bizim Hikaye.

### Tournage
La série est tournée à Adana, Tarse et Datça.

### Fiche technique
- Scénario : Pınar Bulut, d'après le livre d'Emine Buzkan Kaynak[5]
- Réalisation : Umur Turagay et Bertan Başaran
- Production : Tims&B Productions
- Lieux de tournage : Adana, Tarse et Datça
- Langues : turc

## Épisodes
Saison 1
1. Le Tourment d'ici-bas
2. Ce que dit la pluie
3. Équilibre instable
4. L'Insoutenable Légèreté de la croyance
5. Les Changements à venir
6. Le Tumulte de la vie
7. La Récurrence de l'amour
8. Le Serpent en moi

Saison 2
1. Ceux qui dorment en nous
2. Festina Lente
3. L'amour ne tue pas
4. De l'amour et de la mort
5. Jugement dernier
6. Cycle